# Steve David
Steve David (Port Fortin, 11 maart 1951) is een voormalig voetballer uit Trinidad en Tobago. In zijn carrière heeft hij bij verschillende clubs in de Verenigde Staten gespeeld. In 1975 en 1977 werd hij topscorer in de North American Soccer League.

## Erelijst
- Winnaar met Miami Toros van de Eastern Division :1974
- Topscorer North American Soccer League: 1975, 1977
- NASL Most Valuable Player Award: 1975
- All-Star First Team Selection: 1975
- Winnaar met California Surf van American Conference, Western Division : 1979